# سوزان پینکر

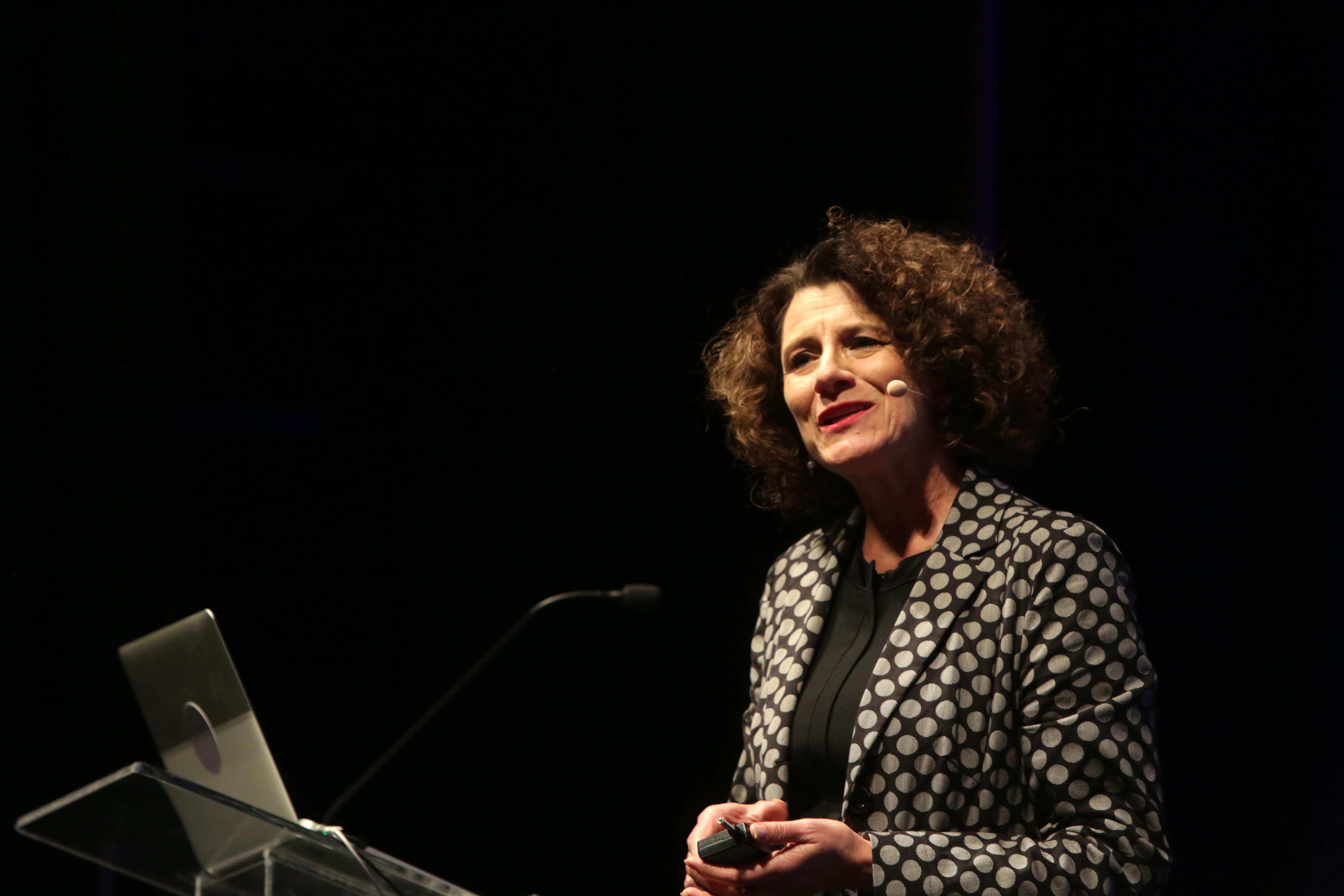
سوزان پینکر در سخنرانی سائوپائولو، 2017

سوزان پینکر، (به انگلیسی: Susan Pinker) روانشناس و ستون‌نویس روزنامه Toronto Globe and Mail است و کتاب بحث‌برانگیزی به نام «مردان و زنان و شکاف واقعی جنسیتی» دارد. 